# Neurocirurgia

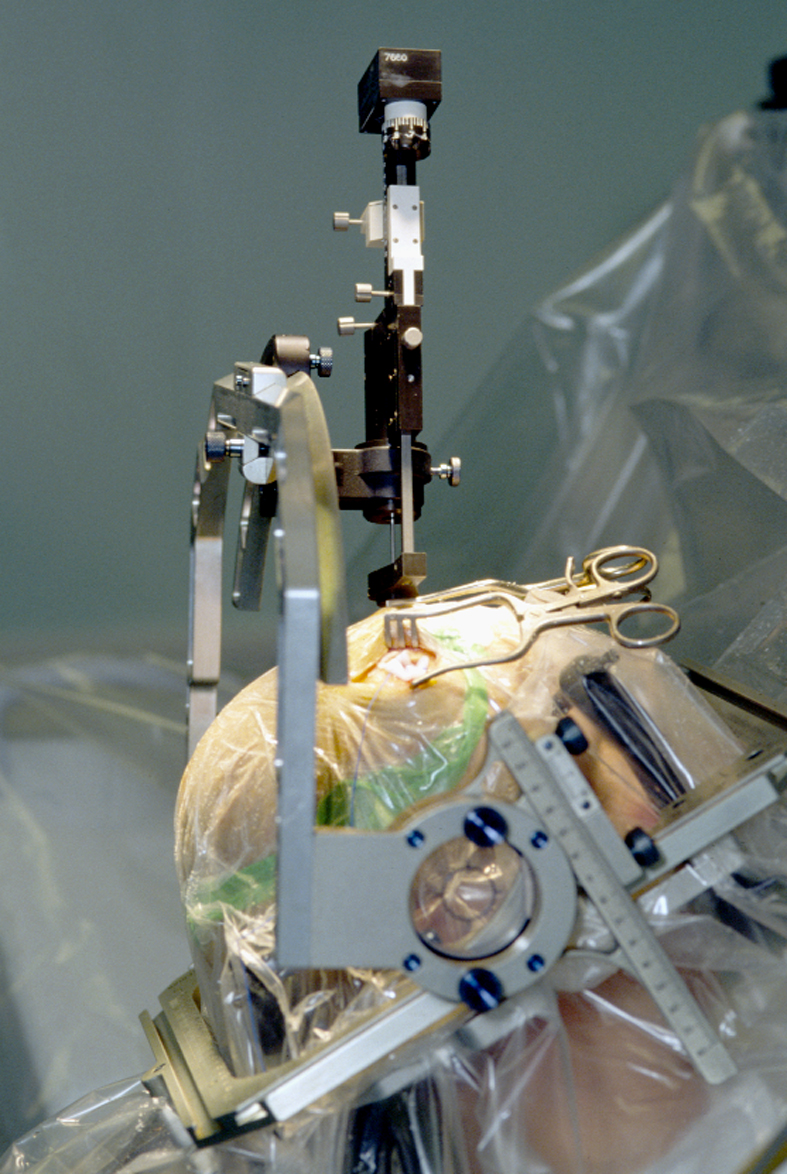
Neurocirurgia a um paciente com doença de Parkinson.

Neurocirurgia é a  especialidade médica que se ocupa do tratamento de adultos, crianças, neonatos e, nos últimos anos, de fetos, portadores de doenças do sistema nervoso central e periférico, tais como hidrocefalia, tumores, doenças vasculares, degenerativas, traumas crânio-encefálicos e lesões raqui-medulares passíveis de abordagem cirúrgica, bem como do tratamento neurocirúrgico da epilepsia, da dor, das desordens dos movimentos (tais como a doença de Parkinson, as distonias, a síndrome de Tourette, dentre outras) e de alguns transtornos psique (psicocirurgia). Recentemente, também passou a tratar da substituição de órgãos sensoriais (olho e ouvido interno) disfuncionais por dispositivos artificiais.
A Neurocirurgia pode ainda ser dividida em 13 subespecialidades:
-Base de Crânio
-Epilepsia (Tratamento Neurocirúrgico da Epilepsia)
-Nervos Perifericos
-(Neuro)Radiocirurgia
-Neurointensivismo
-Neurotraumatologia e Neurocirurgia de Urgência/Emergência
-Hidrodinâmica e Neuroendoscopia
-Neurocirurgia Oncológica
-Neurocirurgia Vascular
-Neurocirurgia Endovascular (também conhecida como 'Neurorradiologia Intervencionista')
-Neurocirurgia Espinhal (Tratamento Neurocirúrgico das Patologias da Coluna e Medula Espinhal)
-Neurocirurgia Pediátrica (e Neurocirurgia Fetal)
-Neurocirurgia Funcional (Tratamento Neurocirúrgico da Dor e das Desordens dos Movimentos, Psicocirurgia, dentre outros sub-ramos mais específicos, como o tratamento de órgãos sensoriais disfuncionais por substituição por dispositivos artificiais)
(Obs1.: É válido ressaltar que a Psicocirurgia, amplamente realizada e difundida no passado, hoje em dia é um procedimento realizado "de exceção", estando restrita ao tratamento de algumas patologias psiquiátricas bem selecionadas, com intensa repercussão/sofrimento pessoal e social/familiar, de alta refratariedade ao tratamento clínico no limite máximo e otimizado, ou seja, geralmente quadros gravíssimos; a cirurgia é indicada caso a caso e, obrigatoriamente, por diversos profissionais da área, solicitada então ao Conselho de Medicina que, após uma extensa rigorosa avaliação multidisciplinar do caso, deverá ou não autorizar o procedimento.)
(Obs2.: Durante a formação do neurocirurgião (que será detalhada mais abaixo), na residência médica em neurocirurgia, o aprendiz da área deve adquirir experiência nos diversos núcleos de atuação citados acima, e ao fim de seu período treinamento (de 5 anos, após os 6 anos de bacharelado em medicina, totalizando 11 longos anos de formação em nível superior), forma-se como 'Neurocirurgião Geral', isto é, estando habilitado a atuar nestas diversas áreas de forma geral. Contudo, ao fim da sua residência, ele pode também se 'subespecializar' em uma ou mais ramos, com um período de treinamento adicional (e superior a um ano) variável, a depender da(s) escolha(s). É válido ressaltar que é interessante que o neurocirurgião, mesmo o subespecialista, adquira treinamento adicional em mais de um núcleo de atuação, pois existe um não-raro grau de sobreposição entre estas áreas no tocante ao tratamento de certas patologias, como por exemplo: numa Neurocirurgia Vascular de Urgência/Emergência, numa Neuroendoscopia Oncológica e Pediátrica, numa Radiocirurgia Funcional ou Vascular, num Neurotrauma da Coluna Vertebral, etc...)
Esta especialidade é certificada ao médico que realize um período de formação tutelada, variante segundo os países.
No Brasil, após o término regular do curso (faculdade) de medicina de seis anos, atualmente a Residência em Neurocirurgia compreende mais 5 anos de estudos com prática clínica e cirúrgica. Licenciado como médico, o interessado em cumprir o programa da residência médica para se tornar neurocirurgião, similar às outras especialidades médicas, deve realizar prova de acesso concorrendo com outros colegas médicos interessados e ser submetido à entrevista, pois as vagas são restritas a uma a quatro vagas em média na maioria dos serviços. As provas são anuais e costumam ser muito concorridas, semelhante a um segundo vestibular. O programa oficial de residência médica é definido pelo Ministério da Educação e Cultura (MEC) em parceria com a Sociedade Brasileira de Neurocirurgia, que fornece o título de especialista, de comum acordo com a Associação Médica Brasileira. Pode ainda haver um 6º ano opcional dentro do programa da residência, de subespecialização.
Em Portugal, o internato consiste em 72 meses distribuídos do seguinte modo: 6 de Cirurgia Geral (o que inclui 3 de Traumatologia), 3 de Neurologia, 3 de Neuro-radiologia, 48 de Neurocirurgia, 3 de Otoneurocirurgia, 3 de Oftalmoneurocirurgia, 2 de Ortopedia, 2 de Cirurgia Plástica e 2 de Cirurgia Vascular. A avaliação (teórica, prática e curricular) é feita no fim de cada ano e do internato. Finalizado este período de formação, o médico adquire o grau de especialista.
Tanto as Sociedades Brasileira e Portuguesa de Neurocirurgia como a Academia Brasileira de Neurocirurgia e o Colégio de Especialidade de Neurocirurgia da Ordem dos Médicos portuguesa são reconhecidos pela World Federation of Neurosurgical Societies.
As cirurgias neurológicas compreendem as:
1- cranianas,
2- espinhais,
3- dos nervos periféricos.
As cirurgias do crânio envolvem em sua grande maioria apenas o segmento da parte intracraniana e seus envoltórios, mas eventualmente podem envolver estruturas circunvizinhas, assim como o ouvido, cavidades orbitárias, cavidades abaixo da base do crânio, por exemplo, fossa nasal, faringe, podendo servir como acesso ou área de interesse da patologia como nos casos de tumores que invadem a base do crânio e se estendem para outras regiões, alguns tumores de hipófise, etc...
A abertura do crânio é variável em tamanho, formato e região de interesse. Cabe ao neurocirurgião escolher estes importantes detalhes de acordo o quadro clínico de seu paciente. Pode ser um ou mais pequenos furos (trepanação/trepanações), uma abertura maior bastante variável em tamanho e contornos (craniotomia, onde um pedaço do osso é retirado temporariamente para o acesso)com formato poligonal, arredondado ou com um formato intermediário. Existe também a craniectomia, onde o retalho ósseo retirado não é colocado de volta, pelo menos não no momento da cirurgia devido vários motivos: inchaço cerebral grave, infecção óssea, estilhaçamento ósseo, etc. A correção da craniectomia se chama cranioplastia e é muito comum o uso de próteses para substituir o retalho ósseo,
Para acesso à região óssea do crânio a ser aberta o especialista também definirá como será aberto o couro cabeludo, musculatura local se houver, na região da ferida operatória. As aberturas do couro cabeludo geralmente são arqueadas ou tem formatos de ferradura, em ponto de interrogação, sinusóide e até retilíneas. Dentro da melhor técnica, o neurocirurgião deve procurar, entre outras preocupações mais importantes, preservar a estética do paciente, por exemplo, sempre que possível evitando fazer cortes na fronte (testa) do mesmo.
Um neurocirurgião pode:
- tratar traumatismos cranianos, encefálicos, espinhais e de nervos periféricos;
- tratar lesões vasculares intracranianas e suas consequências: aneurismas, mal-formações artério-venosas, hemorragia, hematoma;
- tratar tumores do encéfalo e da caixa óssea craniana, bem como tumores da coluna.
- tratar hidrocefalia (algumas vezes intra-útero), meningocele, meningomielocele, siringomielia
- tratar edema cerebral, abscessos, parasitoses cerebrais, cistos, etc...
- tratar deformações congênitas do crânio; afundamentos e falhas ósseas;
- tratar casos selecionados de Doença de Parkinson e outras condições que exijam inserção de eletrodos no sistema nervoso central;
- tratar casos selecionados de epilepsia de difícil controle medicamentoso;
- tratar dores crônicas diversas com procedimentos cirúrgicos;
- tratar hérnia de disco, estenoses, degenerações discais sintomáticas, listese vertebral, escolioses, fraturas por osteoporose, síndrome facetária, compressão radicular, etc...
- inserir e retirar próteses diversas do crânio e coluna espinhal.
- trabalhar como pesquisador, perito médico judicial, professor, desenvolver próteses, etc...
Os neurocirurgiões conseguem com a história clínica do paciente e exame físico compreender as alterações das partes chave e precisas que têm de ser operadas. Ferramentas como os Raios-X, TC ou CT (Tomografia Computadorizada), Ressonância Magnética, Cisternocintilografia, Eletroneuromiografia, e outros tipos de exames auxiliam secundariamente no raciocínio diagnóstico e a topografar o sítio anatômico do problema, bem como posteriormente definir a estratégia terapêutica mais apropriada.